# Důl Vilém
Důl Vilém (Wilhelm) byl černouhelný hlubinný důl ve Slezské Ostravě, nacházel se západně od dolu Hermenegild. Důl patřil mezi doly Severní dráhy Ferdinandovy v Ostravě.

## Historie

### Vznik dolu Vilém (Wilhelm)
V roce 1859 společnost SDF založila jámu Vilém, kterou pojmenovala podle barona Wilhelma von Eichlera, generálního ředitele SDF. Hloubena byla víceúčelová jáma.
V létech 1912 až 1913 byl důl Hermenegild přestavěn, modernizován a přejmenován na důl Zárubek. SDF centralizovala těžbu z dolů Vilém a Jakub na nově rekonstruovaný důl. Těžní jáma Vilém se stala pomocnou jámou větrní.
V roce 1961 probíhala rekonstrukce dolu Petr Bezruč a bylo připravováno sloučení dolů Zárubek a P. Bezruč. V rámci tohoto programu jáma Vilém byla vyhodnocena jako neefektivní a v roce 1961 její provoz zastaven, jáma likvidována zásypem.

### Strojní a technické vybavení
Jáma byla rozdělena svisle zděnou příčkou na dvě části – těžní a větrní oddělení. Příčka větrního oddělení dosahovala až k nejhlubšímu větrnímu patru. Větrní oddělení bylo spojeno větrným kanálem s ventilátorem soustavy Rittinger, který byl poháněn parním strojem. Záložním ventilátorem byl parní exhaustor typu Körting. V roce 1885 byl instalován nový ventilátor soustavy Guibal s vylepšením funkce podle Kleye. Po rekonstrukci jámy na větrní v roce 1914 byl zde nainstalován ventilátor soustavy Dinnendahl, vyrobený Akciovou společností Slaný s motorem firmy Brown-Boveri, Vídeň.
V roce 1928 byl v provozu ventilátor systému Capell dodaný Vítkovickými železárnami a firmou Brown-Boveri z motorem o výkonu 125 HP a sacím výkonu 4200 m3/min. Záložní ventilátor byl větrák systému Kley dodán Strojírnami hraběte Salma v Blansku, se sacím výkonem 1680 m3/min. a motorem o výkonu 35 HP.
Těžní oddělení jámy sloužilo z hlediska větrání jako vtažné. Jáma byla do hloubky 86,7 m vyzděna cihlami zvonivkami, dále byla vyztužena dřevěnou výztuží. Byla hluboká 283,9 m. V roce 1866 byl instalován parní těžní stroj o výkonu 150 HP.
V roce 1902 instalován parní těžní stroj později hnán stlačeným vzduchem s cylindrickými lanovými bubny o průměru 1 500 mm a šířce 700 mm. Těžní věž pyramidální se dvěma lanovnicemi o průměru 1450 mm, klec pro 1 vozík nebo pro 4 osoby, rychlost jízdy 2 m/sec.
Využitím důlních děl (překopů) k propojení s dolem Hermenegild byly důlní vody odváděny na centrální vodní jámu Hermenegild vodní.
Na dole Vilém byla třídírna uhlí soustavy Sauer Mayer. Třídění suchou cestou.

### Pokusná stanice
Při své cestě po Slezsku v roce 1880 navštívil důl císař František Josef I. Prohlédl si nově budovanou „umělou štolu".
U jámy Vilém se nacházela Pokusná stanice. Zakladatelem byl v roce 1885 horní rada Ing. Jan Meyer, dlouhodobý ředitel SDF. Poblíž jámy Vilém, ve starém odvalu, byla vybudována první pokusná štola 20 m dlouhá, téhož roku prodloužena na 50,5 m. V pokusné štole se testovaly přístroje (plamenné, elektrické) ve výbušném prostředí metanu, který se přiváděl potrubím z dolu Vilém, později z dobývacího pole Zárubek až do vyčerpání metanu v roce 1909. Pak byl dovážen z dolu Hubert v Hrušově v tlakových nádobách. Také se zde prováděly pokusy s uhelným prachem, zkoušky důlních lamp, zkoušky výbušnin a další.
Inspektor Spoth, který zastupoval horního radu Mayera, předvedl v roce 1894 ministru obchodu hraběti Wurmbrandovi experimenty s výbušným plynem.

### Současný stav
Důl Vilém byl zbourán.

### Těžba uhlí
Uhlí bylo dobýváno z porubských a jakloveckých vrstev ostravského souvrství, metodou dobývání uhlí bylo pilířování se zakládkou nebo na zával, nebo stěnování se směrným nebo dovrchním postupem. Hloubka dolu byla 330 m.

### Údaje dolu Vilém
| Název | druh jámy   | založení | hloubka jámy v m | likvidace jámy | těžba       | vytěženo v t | dobývací pole v ha | počet pater |
| ----- | ----------- | -------- | ---------------- | -------------- | ----------- | ------------ | ------------------ | ----------- |
| Vilém | Víceúčelová | 1859     | 330,1            | 1961           | 1866 – 1914 | [ pozn. 2 ]  | 31,6               | 10          |

### Ubytování
Pro ubytování havířů byla vystavěna Vilémova kolonie v roce 1850 v počtu 57 domů. V důsledku poddolování kolonie začala její demolice už v roce 1928, poslední domy byly zbourány v létech 1953 – 1957.